# Medical Springs
Medical Springs az Amerikai Egyesült Államok északnyugati részén, Oregon állam Union megyéjében, az Oregon Route 203 mentén elhelyezkedő önkormányzat nélküli település.

## Története
A 19. században a térség első lakói Dunham Wright (Abraham Lincoln unokatestvére és politikus), valamint Artemisia Wright voltak. Miután a területen termálvizet találtak, a 113 hektáros helységet 1868. december 4-én hozták létre. Dunham Wright a forrásokat és az őslakosokat a következőképp jellemezte: „a források egy fűzfaligetben voltak. A férfiak számos kis gátat emeltek a forrásokból eredő patakokon. A víz körülbelül ötven centiméter mélységben gyűlt össze. A perem köré botokat helyeztek, majd ennek tetejére egy nagy szarvasbőrt vagy takarót feszítettek, hogy a gőzt benntartsák.”
1869-ben Wright faházat és közfürdőt épített, mivel a térségbe üdülőkomplexumot tervezett. Az 1886-ban épült két szintes, negyven lakószobás szállón kettő társalgó és egy bálterem is volt. 1905-ben szanatórium, üzlet és posta is létesült, amik idecsábították Union és La Grande lakosait. Míg a közeli Hot Lake Resortot a tehetősek, addig Medical Springset bányászok, szerencsejátékosok és cowboyok látogatták. Az 1917-ben leégett hotel helyett 1918-ban hatszintes létesítmény épült.
Fénykorában a település vonzereje az 1929-ben kialakított olimpiai méretezésű úszómedencéje volt, amelynek legmélyebb pontja 2,7 méter, vizét pedig a gyógyhatásúnak gondolt forrás biztosította. A hatvan fokos vizet csövekkel a medencébe vezették, amely 41 fokos volt.
Dunham Wright 1942-ig, röviddel a századik születésnapja után bekövetkezett haláláig itt élt. Miután az 1950-es években a szomszédos Pondosa fafeldolgozója leégett, a népesség drasztikus csökkenésnek indult, ezért a hotel és az úszómedence bezárt.

## Fordítás
- Ez a szócikk részben vagy egészben  a   Medical Springs, Oregon című angol Wikipédia-szócikk ezen változatának fordításán alapul.  Az eredeti cikk szerkesztőit annak laptörténete sorolja fel. Ez a jelzés csupán a megfogalmazás eredetét és a szerzői jogokat jelzi, nem szolgál a cikkben szereplő információk forrásmegjelöléseként.